# Atsushi Nagai
Atsushi Nagai (永井 篤志 Nagai Atsushi?, nacido el 23 de diciembre de 1974 en Kagoshima) es un exfutbolista japonés.J. League (en japonés)</ref> Jugaba de centrocampista y su último club fue el FC Ryukyu de Japón.

## Trayectoria

### Clubes
| Club                | País  | Año         |
| ------------------- | ----- | ----------- |
| Avispa Fukuoka      | Japón | 1995 - 1998 |
| Sanfrecce Hiroshima | Japón | 1998        |
| Montedio Yamagata   | Japón | 2000 - 2006 |
| Vegalta Sendai      | Japón | 2007 - 2010 |
| FC Ryukyu           | Japón | 2011        |

## Palmarés

### Títulos nacionales
| Título    | Club           | País  | Año  |
| --------- | -------------- | ----- | ---- |
| J2 League | Vegalta Sendai | Japón | 2009 |